# Nicandro, Marciano e Daria
Nicandro, Marciano e Daria furono martirizzati, sotto Diocleziano, il 17 giugno del 303 presso Venafrum, l'odierna Venafro, in Molise.
Sono venerati come santi dalla Chiesa cattolica e patroni di Venafro, della Diocesi di Isernia-Venafro, di San Nicandro Garganico (FG). Il solo san Nicandro è patrono di Tremensuoli, frazione del comune di Minturno (LT), e dell'omonima frazione nel comune di Prata d'Ansidonia (AQ).

## Agiografia
Nicandro e Marciano erano due valorosi soldati romani, probabilmente originari della Mesia (l'odierna Bulgaria), di stanza a Venafro. Secondo la tradizione Daria era moglie di Nicandro. Pur consapevoli dei rischi che comportava la loro scelta, abbracciarono la religione cristiana. Furono arrestati e condannati a morte per non aver voluto rinnegare la loro fede il 17 giugno del 303.
Il Martirologio Romano, in realtà, riporta il martirio di Nicandro e Marciano (avvenuto il 17 giugno), ma non quello di Daria, la cui figura trova riscontro prevalentemente nella leggenda popolare. Si narra infatti che Nicandro rifiutò di sacrificare agli dei pagani confermando la fede in Cristo, proprio dietro incoraggiamento di sua moglie. Daria sarà poi martirizzata qualche giorno dopo ma il Martirologio Romano non ne fa menzione.

## Culto
La memoria liturgica è il 17 giugno.
Nel luogo del martirio, poco distante dal centro abitato, in epoca successiva, e più precisamente nel 955, fu edificata una basilica in loro onore. Sotto l'altare maggiore nel 1933 si rinvenne il sarcofago di Nicandro, dal quale secondo la leggenda devozionale, fuoriesce, in determinate importanti ricorrenze dell'anno liturgico e soprattutto nei giorni di festa, la santa manna, un liquido misterioso al quale sono attribuite, come testimoniano gli ex voto, doti miracolose. Questo particolare inserisce il Santo martire Nicandro nell'elenco dei cosiddetti "Santi mirobliti".

### A Venafro

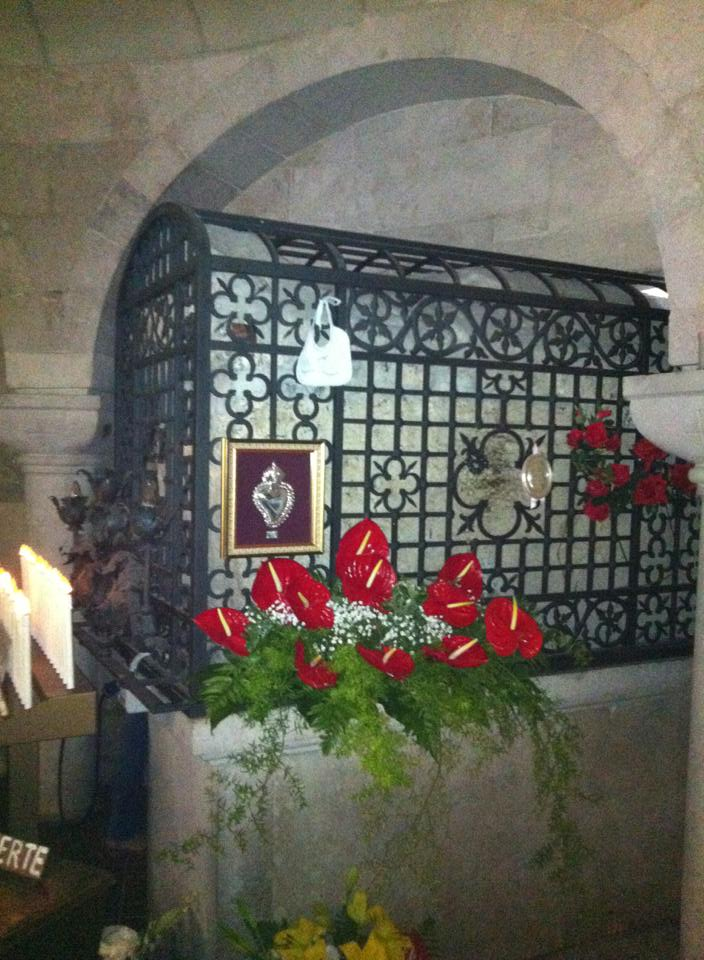
Cripta dei Ss. Martiri

I festeggiamenti si protraggono dal 16 al 18 giugno di ogni anno con diversi spettacoli di intrattenimento in alternanza a momenti di culto religioso, attraverso processioni e riti liturgici. Oltre agli abitanti di Venafro,partecipano a tale manifestazione anche cittadini provenienti dal Molise e dalle regioni limitrofe.
Precede i festeggiamenti il Mese di San Nicandro caratterizzato dalle sante messe a partire dal 17 maggio e fino al 17 giugno, celebrate dai diversi sacerdoti della diocesi di Isernia-Venafro. La mattina del 17 maggio si tiene una processione dalla chiesa barocca dell'Annunziata alla basilica dei Ss. Martiri con la celebrazione della messa e il ritorno del busto argenteo di san Nicandro e delle reliquie alla chiesa dell'Annunziata.
Il 15 giugno, a mezzanotte, presso il convento dei cappuccini, si ufficializza l'apertura della festa patronale con il suono di un motivetto ripetitivo eseguito da un piccol gruppo di suonatori chiamato "bandarella". Durante la notte il motivetto viene ripetuto per le strade della città annunciando a tutti l'inizio dei festeggiamenti.
Il 16 giugno si apre con fuochi pirotecnici, suono di campane, la santa messa in basilica al mattino e il giro delle bande musicali. Ed è proprio in questo giorno che si svolge la solenne processione che dalla chiesa dell'Annunziata porta il busto argenteo e le reliquie di san Nicandro e le reliquie di san Marciano e santa Daria presso la basilica alle porte della città dove si svolgono i vespri cantati presieduti dal vescovo. Nella sera vi è un concerto bandistico.

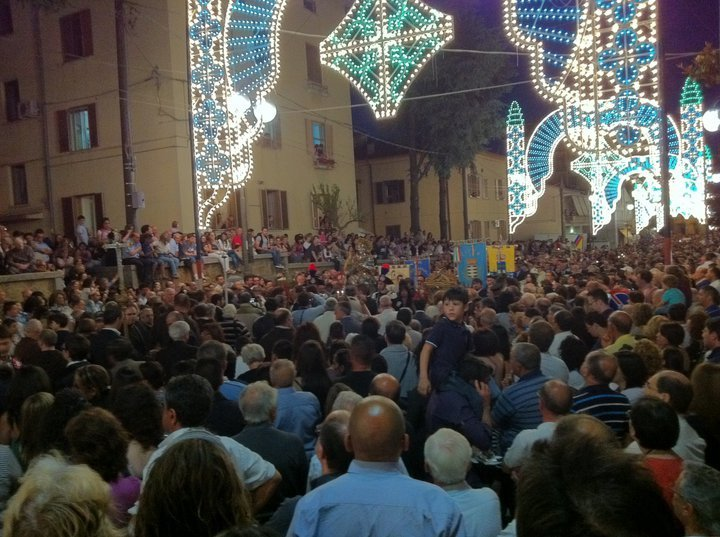
Processione dei Ss. Martiri su Corso Molise

Il 17 giugno è il giorno in cui si ricordano i tre martiri con numerose messe e il pontificale presieduto dal vescovo durante il quale c'è la consegna delle chiavi e dei ceri da parte del sindaco al vescovo che le consegna idealmente a san Nicandro ponendole tra le mani del busto argenteo. Accorrono molti fedeli dal circondario. Per quanto riguarda i festeggiamenti civili, la mattina si tiene la tradizionale fiera e durante la giornata c'è il giro delle bande. La sera c'è un concerto di musica leggera con cantanti di fama nazionale.
Il 18 giugno si celebrano altre sante messe. Il simbolo dei festeggiamenti però è la solenne processione serale, caratterizzata dal canto corale dell'inno a dedicato ai santi, accompagnato dalle candele portate in processione. La processione ha inizio dalla basilica subito dopo la cosiddetta "ammessa", ovvero l'asta per aggiudicarsi il diritto di portare in spalla le statue, e termina dopo aver percorso tutto il centro storico cantando l'antico inno popolare ai santi martiri. Il luogo di conclusione del rito è la chiesa dell'Annunziata, dove il busto e le reliquie rimangono fino alle festività successive. Al termine della processione, i festeggiamenti si concludono con i tradizionali fuochi pirotecnici in piazza Castello.

#### Inno popolare ai santi martiri Nicandro, Marciano e Daria
L'inno ai SS. Martiri fu composto a Venafro nel 1881 dal compositore e musicista venafrano Domenico Criscuolo. Nella processione del 18 giugno viene cantato durante la processione, acocmpagnati dal complesso bandistico nelle varie fermate. È un inno popolare che esorta a onorare e imitare il modello di vita dei santi martiri nella gloria di Dio, sottolineando il forte e primitivo attaccamento del popolo venafrano nei loro confronti. L'inno fu introdotto sul finire dell'Ottocento e fatto cantare nelle scuole cittadine, da allora di generazione in generazione si è trasmesso ai tempi nostri ed è conosciuto, oltre che a Venafro, anche dai cittadini dei comuni limitrofi.

### A San Nicandro Garganico
Il primo nucleo abitativo sembra fosse costituito da un casale sito nella parte collinare del Gargano, detto Difesa di San Nicandro, nei pressi di una chiesa dedicata a San Nicandro vescovo di Myra. Il culto a tale Santo Vescovo cadde in disuso e nel periodo della transumanza, un gruppo di pastori molisani importarono il culto ai Santi Martiri di Venafro. Oggi il paese si chiama San Nicandro Garganico ed i suoi patroni sono San Nicandro, San Marciano e Santa Daria.
Nella Chiesa Matrice di Santa Maria del Borgo, che custodisce i Simulacri dei tre Santi martiri di Venafro, si celebra tutti gli anni la Solenne Novena dal 08 al 16 giugno con Santa Messa Vespertina nella quale vengono spiegate e decantate le loro virtù eroiche.
Il 17 giugno, giorno del loro martirio, vengono celebrate, a partire dalle ore 07:00, numerose Sante Messe nella Chiesa Matrice animate dalle Parrocchie della Città e il Solenne Pontificale delle 11:00 presieduto dal Vescovo titolare della Diocesi di San Severo alla presenza delle autorità civili, militari e religiose.
Alle ore 18:00 dello stesso giorno nella Chiesa Matrice il Parroco affida la Città ai suoi Protettori invocando la loro intercessione e successivamente il Sindaco pone nella mano del simulacro di San Nicandro la chiave del paese.
Al termine i simulacri dei Protettori escono in processione percorrendo le vie principali della città. Durante la Processione vengono incendiati fuochi pirotecnici e viene cantato l'Inno ai Santi Patroni. La Processione si conclude davanti al Castello con il tradizionale carosello di fuochi pirici.

#### Inno ai Santi Patroni
L'inno ai SS. Martiri fu composto a San Nicandro Garganico dal sannicandrese Monsignor Aristide D'Alessandro negli anni '20 del XX secolo. In questo inno si decantano le virtù eroiche dei Santi Martiri, il loro martirio e la Città di Venafro che ebbe l'onore di vedere il loro sangue versato per la Croce di Cristo.
Viene cantato dal popolo sannicandrese durante il Solenne Novenario, nelle Messe del giorno della festa (17 giugno) e durante la Processione cittadina.

#### La reliquia di San Nicandro Martire
Nella Chiesa Matrice è custodita una reliquia ovvero un pezzo di osso di San Nicandro martire. Non vi è la certezza di come questa reliquia sia giunta nel centro garganico.
Vi sono in merito due leggende, la prima narra che sia stata lasciata in loco da un Frate Cappuccino proveniente dal convento di Venafro mentre la seconda vuole che sia stata portata da un gruppo di pastori provenienti dal Molise durante la transumanza.

#### I Simulacri dei Santi Martiri

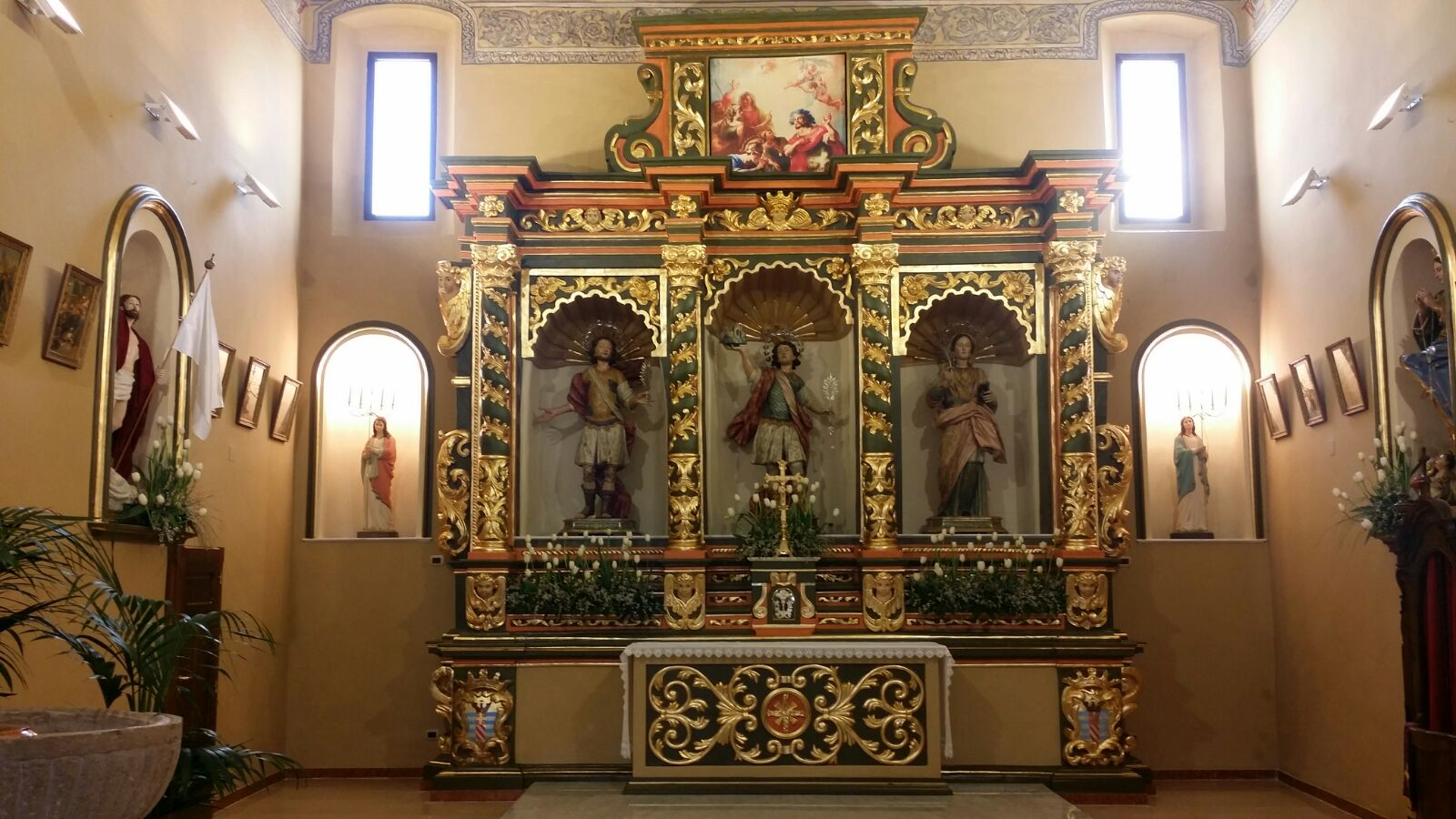
San Nicandro Garganico - Chiesa Matrice di Santa Maria del Borgo, cappella dei SS. Patroni Nicandro, Marciano e Daria

Da accurate ricerche effettuate è emerso che i simulacri furono commissionati nel 1719 dal Principe nonché Feudatario di San Nicandro Garganico, Baldassarre Cattaneo Della Volta Paleologo (Genova, 1660 - Napoli, 1739), Grande di Spagna, per devozione ai Santi Martiri di Venafro. I tre simulacri lignei, di nobile e pregiata fattura, furono scolpiti a Napoli nella bottega del Magnifico Alfonso Postiglione, famoso scultore in attività a quel tempo.
Dal 2004 al 2006 i simulacri furono restaurati su forte interesse dell'allora Parroco, il sannicandrese Don Matteo De Meo, dal Prof. Raffaele D'Amico di San Severo su autorizzazione della Soprintendenza belle arti di Bari, con il contributo economico del popolo sannicandrese.
Il 9 marzo 2017 è stata riaperta al culto la cappella dei Santi Martiri nella chiesa di Santa Matrice di Santa Maria del Borgo dopo un restauro di oltre un anno.

#### La festa patronale
La festa patronale ricorre dal 15 al 18 giugno ed è organizzata dal Comitato Feste Patronali. Oltre ai festeggiamenti religiosi nel corso di queste serate sono previsti vari spettacoli musicali e la Sagra dei Santi Patroni, organizzata dalla Chiesa Matrice. Culmine della Festa è il concerto nella sera del 18 giugno con al termine fuochi d'artificio al campo sportivo comunale. Fra gli artisti che sono saliti sul palco della festa patronale si ricordano Francesco De Gregori, Umberto Tozzi, Lucio Dalla, Ivana Spagna, i Matia Bazar, Max Gazzè.

### A Tremensuoli
Anche a Tremensuoli di Minturno (LT) si onora San Nicandro nel mese di giugno con un triduo di preghiera in preparazione alla memoria liturgica del santo e, il 17 giugno, con una piccola processione nelle strade principali dell'antico borgo collinare. Festeggiamenti più solenni avvengono da tradizione secolare, in forma civile e religiosa, nei nove giorni che precedono la seconda domenica d'agosto. In questa data, l'artistica statua del patrono San Nicandro, insieme a quella del compatrono San Sebastiano, percorrono in solenne testimonianza processionale le strade di Tremensuoli e insieme benedicono la piana di Scauri, un tempo parte del territorio parrocchiale di Tremensuoli.
In piazza San Nicandro c'è la chiesa dedicata al Patrono, che risale al '500.

#### Inni a San Nicandro martire
Sono tre gli inni che a Tremensuoli vengono intonati con devozione sincera nei momenti dell'anno liturgico che il più antico borgo collinare minturnese dedica al Santo Patrono Nicandro:  
Il primo – Nel mese di giugno nei tre giorni precedenti alla memoria liturgica del santo (17 giugno).
Il secondo – In preparazione dei festeggiamenti patronali della seconda domenica d'agosto.

### In Abruzzo
Anche in Abruzzo ritroviamo il culto del Santo martire venafrano. Nel comune di Prata d'Ansidonia (AQ), il santo dà il nome ad una piccola frazione di circa 55 abitanti, San Nicandro, che festeggia il patrono il 17 e il 18 giugno con una processione che, dalla chiesa a lui dedicata, percorre il piccolo paese.
Ancora in Abruzzo sono presenti altre due chiese parrocchiali dedicate a san Nicandro e san Marciano: una prima chiesa dei Santi Marciano e Nicandro si trova nel centro storico della città dell'Aquila e dal XIII secolo è stata elevata a capoquarto del rione di San Giovanni, mentre la seconda è nell'antico castello collegiato di Roio (oggi frazione del comune dell'Aquila). Il terremoto dell'Aquila del 2009 ha notevolmente compromesso la stabilità di entrambe chiese che risultano crollate in più parti e, al momento, inagibili.

### In Campania
In Campania, nel comune di Tora e Piccilli (CE), san Nicandro (il martire di Venafro) è venerato nella Chiesa annessa al convento di Sant'Antonio (ex convento dei padri cappuccini). Anche a Valle Agricola (CE) è particolarmente sentito il culto e la devozione verso San Nicandro.
A Napoli, nel centro storico, è presente una chiesa dedicata ai santi Nicandro e Marciano. Fa parte del complesso di Santa Patrizia, motivo per cui è maggiormente nota col nome di santa Patrizia interna.

### Altri luoghi
A Roma, nella Basilica dei Santi Silvestro e Martino ai Monti, è custodita un'artistica statua di San Nicandro martire. Si trova nella parete desta della chiesa, sopra il presbiterio.
A Ravenna, la chiesa di San Giovanni Evangelista è conosciuta anche con il titolo dei Santi Nicandro e Marciano. È la chiesa più antica della città ed è situata nei pressi della stazione ferroviaria. Custodisce un dipinto che ritrae i santi martiri venafrani.